# 施讐
施讐（?—?），字長卿，沛（约为今江苏省徐州市）人，汉代经学家。

## 生平
大约生活于前100年至1年间，在甘露三年（公元前51年）在石渠阁同诸儒辩论五经同异。
施讐在经学方面主要为今文易。孔子传易于商瞿，六世至齐人田何，田何传丁宽，丁宽传田王孙，田王孙传易于：施讐，孟喜和梁丘贺。这三家在汉宣帝时都列于学官，即得到官方认可。
施讐为老师田王孙的终生弟子，从小时候就跟从学习《周易》，一直侍奉到去世。为人谦虚，有长者之风。

## 著作
据《汉书·艺文志》记载，施讐传《易经》十二篇，作易经《章句》二篇。案《隋书》，其著作亡于西晋。

## 延伸阅读
[在维基数据编辑]
 《漢書·卷088》，出自班固《漢書》